# Ernie Brandts
Ernie Brandts (* 3. února 1956 Didam) je bývalý nizozemský fotbalista, obránce. Po skončení aktivní kariéry působil jako trenér.

## Fotbalová kariéra
V nizozemské lize začínal v týmu De Graafschap. Dále hrál za PSV Eindhoven, se kterým získal v letech 1978 a 1986 mistrovský titul. Pokračoval za nizozemské týmy Roda JC Kerkrade a MVV Maastricht, v Belgii za KFC Germinal Ekeren a v Nizozemí opět za De Graafschap. V Poháru mistrů evropských zemí nastoupil ve 4 utkáních a dal 1 gól, v Poháru vítězů pohárů nastoupil ve 3 utkáních a v Poháru UEFA nastoupil ve 36 utkáních, dal 4 góly a soutěž v roce 1978 s PSV Eindhoven vyhrál. Za nizozemskou reprezentaci nastoupil v letech 1977–1985 ve 28 utkáních a dal 5 gólů. Byl členem nizozemské reprezentace na Mistrovství světa ve fotbale 1978, kdy Nizozemí získalo stříbrné medaile za 2. místo. Nastoupil ve 4 utkáních a dal 2 góly. Byl členem nizozemské reprezentace na Mistrovství Evropy ve fotbale 1980, ale v utkání nenastoupil.

## Ligová bilance
| Ročník                   | Zápasy | Góly | Klub                |
| ------------------------ | ------ | ---- | ------------------- |
| Eredivisie 1975/76       | 10     | 0    | De Graafschap       |
| Eredivisie 1976/77       | 28     | 2    | De Graafschap       |
| Eredivisie 1977/78       | 34     | 1    | PSV Eindhoven       |
| Eredivisie 1978/79       | 32     | 1    | PSV Eindhoven       |
| Eredivisie 1979/80       | 27     | 5    | PSV Eindhoven       |
| Eredivisie 1980/81       | 21     | 2    | PSV Eindhoven       |
| Eredivisie 1981/82       | 29     | 3    | PSV Eindhoven       |
| Eredivisie 1982/83       | 32     | 4    | PSV Eindhoven       |
| Eredivisie 1983/84       | 31     | 2    | PSV Eindhoven       |
| Eredivisie 1984/85       | 31     | 5    | PSV Eindhoven       |
| Eredivisie 1985/86       | 15     | 0    | PSV Eindhoven       |
| Eredivisie 1986/87       | 32     | 4    | Roda JC Kerkrade    |
| Eredivisie 1987/88       | 24     | 0    | Roda JC Kerkrade    |
| Eredivisie 1988/89       | 12     | 0    | Roda JC Kerkrade    |
| Eredivisie 1988/89       | 16     | 0    | MVV Maastricht      |
| 1. belgická liga 1989/90 | 25     | 2    | KFC Germinal Ekeren |
| 1. belgická liga 1990/91 | 33     | 3    | KFC Germinal Ekeren |
| Eredivisie 1991/92       | 20     | 1    | De Graafschap       |
| CELKEM                   | 452    | 35   |                     |